# Липа, Кирилл Валерьевич
Кирилл Валерьевич Липа (24 июля 1971, Москва) — российский предприниматель и управленец. С 2015 года генеральный директор и совладелец АО «Трансмашхолдинг» — одного из двух (наряду с Группой Синара) крупнейших производителей железнодорожного и метрополитеновского подвижного состава в Российской Федерации, включая электровозы, тепловозы и вагоны. В период гендиректорства Липы «Трансмашхолдингом» осуществлён серийный выпуск электропоездов «Иволга».

## Биография
Кирилл Липа родился в 1971 году в Москве. Окончил Московскую государственную юридическую академию.
Занимал руководящие должности в ЗАО «ЮниКредитСекьюритиз», ООО «ПФ Капитал», ООО «Локомотивные технологии». Был управляющим директором департамента инвестиционного банковского сервиса компании «Юни Кредит Атон».
С декабря 2007 года работает на старших позициях в АО «Трансмашхолдинг», член совета директоров холдинга.
Липа также являлся председателем советов директоров ООО «ТМХ-Сервис» и ОАО «Желдорреммаш», входящих в сервисный локомотивный холдинг под управлением компании «Локомотивные технологии».
С 30 марта 2015 года Липа — генеральный директор АО «Трансмашходинг».
По состоянию на 2018 год, компаниям, принадлежащим  Липе, Искандару Махмудову, Андрею Бокареву, Дмитрию Комиссарову принадлежит 79,4 % капитала АО «ТМХ», контролирующими акционерами являются Липа и Комиссаров.
Помимо новых марок электровозов и тепловозов, вагонов для поездов и метро в ходе гендиректорства Липы «Трансмашхолдингом» осуществлён серийный выпуск электропоездов «Иволга» по российскому проекту и преимущественно из российских комплектующих, а сам холдинг стал одним из лидеров по внедрению цифровых технологий и блокчейна в машиностроении России.